# Guy Hersant (photographe)
Pour les articles homonymes, voir Guy Hersant (homonymie) et Hersant (homonymie).
Guy Hersant, né le 24 novembre 1949 à Fercé en Loire-Inférieure, est un photographe français.

## Biographie
Guy Hersant entre en apprentissage à l’âge de seize ans et obtient son CAP de photographie, il travaille alors comme assistant pour plusieurs photographes avant d’ouvrir son propre studio à Lorient en 1975. Il y exerce la photographie de portrait et de reportage jusqu’en 1990. Il séjourne pour la première fois en Afrique en 1971, (il est assistant dans un studio tenu par un français à Bamako). C’est le début d’une photographie personnelle, la révélation du goût des voyages et d’une passion pour l’Afrique.
Cofondateur du collectif de photographes bretons « Sellit » en 1979, il crée en 1982 et dirige jusqu’en 1989 les Rencontres de la photographie en Bretagne puis la galerie Le Lieu à Lorient. Guy Hersant s’installe ensuite à Paris et photographie l’architecture. Il voyage à nouveau dans l’Ouest africain et réalise des séries photographiques dans les vallées du fleuve Niger.
Il coanime les Rencontres africaines de la photographie de Bamako de 1994 à 2001. Il effectue des recherches, écrit et publie sur la photographie de studio et les photographes ambulants en Afrique, contribuant à faire connaître les œuvres de ces photographes.
En 1995, il commence une série de photographies de visiteurs en Forêt de Crécy (Somme) qui amorce l’esprit des portraits de groupe qu’il réalise à Kano (Nigeria) sous l'impulsion de l'Alliance française de cette ville en 2000 ; il poursuivra ces séries en Afrique au Mali, au Gabon et en janvier 2010, en collaboration avec Jean-Michel Rousset et Eric Adjetey Anang à Teshie, au Ghana. Guy Hersant réalise ces portraits également en France depuis une dizaine d’années, principalement autour des groupes de travail dans le cadre de résidences artistiques ou de commandes à Amiens, Le Touquet, Mulhouse, Issoudun, en Bretagne), dans la Drôme…. 
Progressivement se confirme ainsi la vision documentaire et humaine qui traverse l’ensemble de l’œuvre du photographe.

### Expositions
- Studio Saint-Paul, Musée Georges Turpin, Parthenay; 6 juin – 20 septembre 2010
- Guy Hersant, photographies en Afrique, Galerie Espace et Médiathèque, Betton, 2 mars – 18 avril 2010
- Nature humaine, Musée de l’Hospice Saint-Roch, Issoudun, octobre 2007 -  avril 2008
- Portraits  au Gabon, Festival « Les photographiques », Le Mans, février 2008
- Les hommes sont des acteurs…, Théâtre La Passerelle, Scène nationale, Gap), octobre  - décembre 2007
- Portraits  de groupe, Château de Suze-la-Rousse, Drôme, septembre - décembre 2007
- J’ai trouvé l’eau si belle, Festival photo Nature & paysage, La Gacilly, juin-septembre 2006
- (travail), La Filature), Scène nationale, Mulhouse, janvier-mars 2006
- Please do not move!, avec des textes de Sam Cambio, Alliance française de Kano (Nigeria), octobre 2005 ; Université Rennes2, avril-juin 2006
- Afica-urbis, exposition  collective, Musée des arts derniers, Paris, mai-septembre 2005
- Tout le monde, Musée du Touquet (Pas-de-Calais), mars à  juin 2005
- Kan be soni, (avec G. Clariana, Th. Corroyer, O. Dumbia, M. Sanogo, S. M. Sidibé), École supérieure d'art et de design, Amiens, avril 2002 ; Institut national des arts de Bamako (Mali), octobre 2001
- Les routes  du fleuve, La Bibliothèque, Saint-Herblain, 1999 ; Université de Picardie, Amiens, septembre 2001
- Un itinéraire africain : 1971-2000, Aubenas, juillet 2001
- In Lagos, Galerie Auteurs, Paris 14e, mars 2000 ; Alliance française de Lagos (Nigeria), novembre  2000
- Harar, Musée Rimbaud, Charleville-Mézières,  novembre 1999-février 2000
- Champs, agriculture dans l’Aisne, Maison des arts (Laon), juin - septembre 1999
- La photographie à Grignan, Grignan, 1995
- L’Africaine, Rencontres photographiques en Bretagne, Lorient, 1991 ; Carré Amelot, La Rochelle, 1993 ; l’Atelier, Paris, 1993
- Vigo VI, commande Ville de Vigo, 2e Fotobienal, Vigo), (Espagne), 1986
- Itinérance, Galerie nationale, Dakar (Sénégal) 1984
- Vous avez dit rural ? (avec M. Massi, H. Bramberger, M. Garanger), BPI du Centre Pompidou, Paris, 1983
- Voyages  à Ouessant, Musée des arts décoratifs, Nantes, 1979
- Vu en Chine (avec F. Huguier, F. Lochon, F. Saur), BPI du Centre Pompidou, Paris, 1979

### Édition
- Tenue(s) de travail, 49 photographies couleur, textes Ginette Francequin et Jean-Pierre Montier, Édition Aditiv, 2010 (non disponible à la vente)
- Nature humaine, 40 photographies couleur, texte Pascal Mougin, Éditions du Musée de l’Hospice Saint–Roch, Issoudun, 2007
- Tout le monde, 45 photographies couleur, Éditions Filigranes, 2005
- Please do not move !, à Kano, 23 photographies couleur, poèmes de Sam Cambio, Éditions Filigranes, 2005
- Harar, 19 photographies noir et blanc, texte de Bernard Noël, Éditions Filigranes, 1999
- Champs, 65 photographies couleur et noir et blanc, texte Guy Marival, préface Bernard Noël, Éditions Filigranes, 1999
- L’Africaine, 13 photographies noir et blanc, texte de Ch. Jacob. Éditions Filigranes, 1993
- La Chine quotidienne, 70 photographies noir et blanc, texte de R. Trottignon, préface E. Manac’h, Éditions Leoreca, 1979

### Films
- Guragu, Film DVD sur les handicapés des rues à Lagos, 18 min, juillet 2001
- Photographes guinéens, vidéo en banc-titre, 8 min 30 s, consultable à la Maison européenne de la photographie, 1994

### Publications
- Vigo Visions, la collection photographique de Marco Fundacion Vigo - catalogue 2006
- Le Monde, publication mensuelle d’un diptyque sur Sommières (Gard), novembre 2002-septembre 2003.
- Position (revue d'art contemporain du Nigeria), octobre 2000
- Futurs, septembre 1998
- Le Monde, 25 juillet 1998
- Vis-à-vis Événement, mai 1995, mars 1997
- Dominique Perrault  architecte, Éditions Arc en rêve centre d’architecture, 1996.
- Contre-jour, juin 1995
- Bibliothèque nationale de France, 1989-1995
- Photographie magazine, décembre 1983
- Le Photographe, novembre 1979

### Collections publiques
- FRAC Bretagne, Rennes
- Galerie Le Lieu, Lorient
- Bibliothèque nationale de France, Paris
- Bibliothèque de documentation internationale contemporaine, Paris
- Bibliothèque historique de la ville de Paris, Paris
- Le Ring – artothèque, Nantes
- Musée de Bretagne, Rennes

### Publication de textes et entretiens
- Le Photographe doit être gai Malick Sidibé, Éditions Filigranes et Afriphoto, 2005.
- AFRICA URBIS O.Sultan, catalogue, Éditions Sepia - 2005
- Studio Malick, Catalogue Les Afriques, Éditions Autrement, Paris, 2004.
- Préface  pour Photographes  ambulants, Éditions Filigranes et Afriphoto, 2004.
- Préface  pour Gabriel Fasunon, Éditions Filigranes et Afriphoto, 2004.
- A vignette from Lomé : the street photographers’blues, Visual Anthropology, Photographies and modernities in Africa  volume XIV, number 3, Harwood publishers academic, 2001
- Interview d’Emma Sudour, pour "Voir" les photographies, no 9, février 2001
- Lomé, le blues des photographes ambulants, Africultures, juillet 2001
- Au temps de Sékou Touré ; Portraits peints d’Addis Abeba, in Anthologie de la photographie africaine, Éditions Revue noire, Paris, 1998, Prix Nadar 1999.
- Anthologie de la photographie africaine, Éditions Revue noire, 1998
- Entretien avec Brigitte Ollier, Libération, 17 octobre 1997
- 36 ans de photographies en Guinée, Le Photographe, décembre 94 – janvier 95
- Images de Conakry, Jeune Afrique, septembre 1994

### Ateliers
- Lycée professionnel maritime du Guilvinec, 2009/2010
- Atelier avec des élèves  de 3e au Collège Alan Seeger de Vailly-sur-Aisne, 2007/2008
- Workshop à l’École des beaux-arts « Le Quai » à Mulhouse, décembre 2005
- Intervention sur la photographie d’architecture et de paysage urbain à l’École nationale supérieure des beaux-arts de Paris, février 2004 – octobre 2004
- Résidence artistique Le Touquet : animation d’un atelier d’une semaine avec des adolescents, février 2004
- Les photographes ambulants au Togo, Bénin, Ghana et Nigeria, soutien Afrique en créations / AFAA, du 20 septembre au 16 novembre 1999
- Autour de la Bibliothèque de France, avec les élèves de 2e année de l’École nationale supérieure des arts décoratifs de Paris, 1993-1994.
- Photographies négociées au Club Méditerranée de Cefalu (Sicile), 1985.

### Commissariat d'expositions
Créateur et directeur des Rencontres photographiques en Bretagne à Lorient de 1982 à 1989 et de la Galerie Le Lieu de 1987 à 1990
Biennales de la Photographie africaine de Bamako.
Commissariat d'expositions :
2004
- Exposition de Malick Sidibé et de photographes maliens : Vive la COPHOTEX  à la Filature, l’école des beaux-arts Le Quai et au Musée de l'impression sur étoffes à Mulhouse, 2004.

2001
- Les photographes ambulants  au Ghana, Nigeria, Togo et Bénin.
- Gabriel Fasunon  photographe de studio  au Nigeria.
- Direction artistique et coordination du projet KAN BE SONI avec des photographes maliens et français ; commissariat des expositions. Commande de la ville d’Amiens.

1998
- Boxing Ghana. Les photographies  d’archives  du Ministère de l’information sur la boxe sport mythique au Ghana dans les années 1960 et 70 et les travaux  d’un jeune ghanéen Francis Provençal sur les clubs de boxe dans les quartiers d’Accra.

1996
- Photographes  ambulants  à Addis-Abeba (Éthiopie).
- Portraits de studio coloriés  à Addis-Abeba.
- Les photographes  de  presse à Nairobi (Kenya).

1994
- Syli Photo : le service photo de Sékou Touré dans les premières années de l'indépendance de la Guinée.